# Esther Okoronkwo
Esther Okoronkwo, née le 27 mars 1997 à Umuahia (Nigeria), est une footballeuse internationale nigeriane évoluant au poste d'attaquante.

## Biographie

### Carrière en club
Esther Okoronkwo est formée aux États-Unis dans les ligues universitaires. Après un passage chez les Northeast Texas Eagles, elle est transférée aux Cardinals de Lamar, avec lesquels elle remporte le championnat de la Southland Conference, dont elle est nommée meilleure joueuse, et fait partie de l'équipe-type United Soccer Coaches All-American.
Elle est recrutée à l'intersaison 2021 par l'AS Saint-Étienne, promu en Division 1. Dès septembre, elle est nommée parmi les trois meilleures joueuses du mois.

### Carrière internationale
Esther Okoronkwo fait ses débuts avec l'équipe du Nigeria à l'occasion d'une tournée amicale pendant l'été 2021, où elle affronte la Jamaïque, le Portugal et les États-Unis.
Elle se qualifie avec sa sélection pour la Coupe du monde féminine de football 2023, en terminant quatrième avec son pays de la Coupe d'Afrique des nations féminine de football 2022. La joueuse tombe dans une poule assez relevée, avec l'Australie, le Canada et l'Irlande.
Elle marque un but en amical le 22 février 2023, contre le Costa Rica lors de la Coupe des révélations féminines. Tournoi ayant pour but d’entraîner les sélections.

## Statistiques

### En club
| Saison                | Club                  | Championnat           | Championnat | Championnat | Coupe(s) nationale(s) | Coupe(s) nationale(s) | Total | Total |
| Saison                | Club                  | Division              | M.          | B.          | M.                    | B.                    | M.    | B.    |
| 2021-2022             | AS Saint-Étienne      | Division 1            | 17          | 3           | 1                     | 1                     | 18    | 4     |
| Sous-total            | Sous-total            | Sous-total            | 17          | 3           | 1                     | 1                     | 18    | 4     |
| 2022-2023             | AS Saint-Étienne      | Division 2            | 4           | 2           | 0                     | 0                     | 4     | 2     |
| Sous-total            | Sous-total            | Sous-total            | 4           | 2           | 0                     | 0                     | 4     | 2     |
| Total sur la carrière | Total sur la carrière | Total sur la carrière | 21          | 5           | 1                     | 1                     | 22    | 6     |

## Palmarès

### En équipe nationale
Nigeria
- Vainqueur de la Coupe d'Afrique des nations 2024